# Ankylopteryx nesiotica
Ankylopteryx nesiotica är en insektsart som beskrevs av Navás 1913. Ankylopteryx nesiotica ingår i släktet Ankylopteryx och familjen guldögonsländor. Inga underarter finns listade i Catalogue of Life.